# Mała Moczułka
Mała Moczułka (ukr. Мала Мочулка) – wieś na Ukrainie, w obwodzie winnickim, w rejonie hajsyńskim, w hromadzie Tepłyk. W 2001 liczyła 1192 mieszkańców.